# Louis Leygue (sculpteur)
Pour les articles homonymes, voir Louis Leygue et Leygue.
Louis Leygue ou Louis-Georges Leygue, né à Bourg (aujourd'hui Bourg-en-Bresse) le 25 août 1905 et mort le 5 mars 1992 à Naveil (Loir-et-Cher), est un sculpteur et graveur français, membre du mouvement cubiste.

## Biographie

### Jeunes années
Pendant son enfance, la famille de Louis Leygue s’installe à Alfortville en banlieue parisienne. Il est élève au lycée Charlemagne à Paris, puis il entame des études artistiques à l'école Germain Pilon où il est l'élève du sculpteur Robert Wlérick. Il est ensuite admis à l'École nationale supérieure des arts décoratifs et enfin à l’École des beaux-arts de Paris dans l'atelier de Jules Coutan. Il obtient le prix de Rome en 1931. En 1932, il part pour Rome, mais il revient en France à Naveil, situé à côté de Vendôme (Loir-et-Cher), pour des raisons de santé.
Il épouse une élève de l'École des beaux-arts de Paris, Marianne Cochet (décédée en 2005). Ils auront deux enfants qui ouvriront à Vendôme un musée qu'ils offriront à la ville.

## Carrière artistique
Ses œuvres représentent des figurations monumentales, figures humaines et animales, notamment équines (le cheval tient une place particulière dans ses travaux artistiques). Il reste influencé par le cubisme.
En 1938, il part au Canada réaliser un grand bas-relief pour la nouvelle ambassade de France à Ottawa. Il revient en France peu de temps avant le début de la Seconde Guerre mondiale. En 1941, il est arrêté par la Gestapo, mis au secret à maison d'arrêt de Fresnes puis déporté en Allemagne. De retour en France, il devient professeur à l’École nationale supérieure des beaux-arts de Paris. Il s'intéressera à la pratique de la gravure en fréquentant l'académie de Marcel Roche.

### Œuvres

#### Mémorial aux Déportés de l'Ain
En 1947, le Comité des déportés de Nantua lui demande de réaliser le Mémorial aux Déportés de l'Ain. En tant qu'ancien déporté, il réalise une œuvre forte, installée sur les bords du lac de Nantua.

#### LePhénixde l'Université de Caen
En 1954 il réalise le Phénix pour l’université de Caen, université qui, détruite pendant les bombardements de la Seconde Guerre mondiale, renaquit de ses cendres tel le phénix. La sculpture est installée à l'entrée de l'actuel campus 1 sur l'esplanade de la Paix fin octobre 1958.

#### Autres commandes
Dans les années 1960, il réalise des commandes sculpturales pour de nombreuses villes de France : Avignon, Cachan, Caen, Coutances, Dijon, Orléans, Reims, Saint-Dié et Paris, où il réalise, notamment un taureau pour l'École des arts et métiers, ainsi que deux vastes hauts reliefs pour le grand auditorium de la maison de Radio-France : Les Bruissements de la forêt et Les Rumeurs de la ville.
Il réalise des médailles pour la Monnaie de Paris, ainsi que des épées pour des académiciens. En 1971, il sculpte Les Corolles pour le quartier de La Défense. En 1985, il offre la statue du Cavalier Tombé, qui est érigée devant l'hôtel de ville de Vendôme. Il enrichit également l'église de Vendôme de ses sculptures. La même année, il prononce le discours d’intronisation du sculpteur Jean Cardot à l’Académie des beaux-arts. Il crée l'œuvre Le Soleil de Langres, en fer forgé, située le long de l'autoroute A31 près de Langres (Haute-Marne).

## Hommages
En 1969, il est élu membre de l’Académie des beaux-arts. En 1994, le sculpteur Antoine Poncet lui rend hommage lors de sa réception à l’Académie, le 19 octobre 1994.
L'atelier que Louis-Georges Leygue s'était fait construire à Naveil pour travailler abrite désormais le musée qui est consacré à l'œuvre de ce sculpteur-graveur influencé par le cubisme. Ce musée est labellisé « musée de France ».
Les communes de Bourg-en-Bresse et de Naveil lui rendent hommage, la première en donnant son nom à une rue, rue Louis-Leygue et la seconde, à une place, place Louis-Leygue.

## Collections publiques
Ses œuvres sont également présentes dans un certain nombre de musées, et ailleurs, en France et à l’étranger : 
- Paris, musée national d'art moderne au Centre national d'art et de culture Georges-Pompidou
- Musée d'art moderne de la ville de Paris
- Musée de la Monnaie de Paris
- Musée du château de Blois
- Boulogne-Billancourt, musée des Années 30
- Bourg-en-Bresse, musée de Brou
- Musée des beaux-arts de Calais
- Musée de Cambrai; Petit Saint-Jean
- Château de Fontainebleau[Quoi ?]
- Gray (Haute-Saône), musée Baron-Martin : Quatre dessins de chevaux : Jockey et son cheval, Cavalier et sa monture, Étude de cheval, Étude de deux chevaux
- Hazebrouck, C.E.S., La force de vie, 1979.
- Maisons-Laffitte, musée du cheval de courses dans le château de Maisons-Laffitte
- Menton, Palais Carnolès
- Mont-de-Marsan, musée Despiau-Wlérick
- Mouvaux, collège Maxence Van der Meersch, La Progression, 1978, pierre.
- Naveil, Atelier-musée Louis Leygue
- Oresmaux, église Notre-Dame-de-l'Assomption de la Sainte-Vierge d'Oresmaux
- Orléans, parc floral de la Source
- Musée de Vendôme
- Château de Versailles[Quoi ?]
- Ottawa, ambassade de France
- Tokyo, ambassade de France
- Abidjan, palais de Justice
- Warloy-Baillon, place du Fort, buste d'Henri Carnoy, bronze, 1979

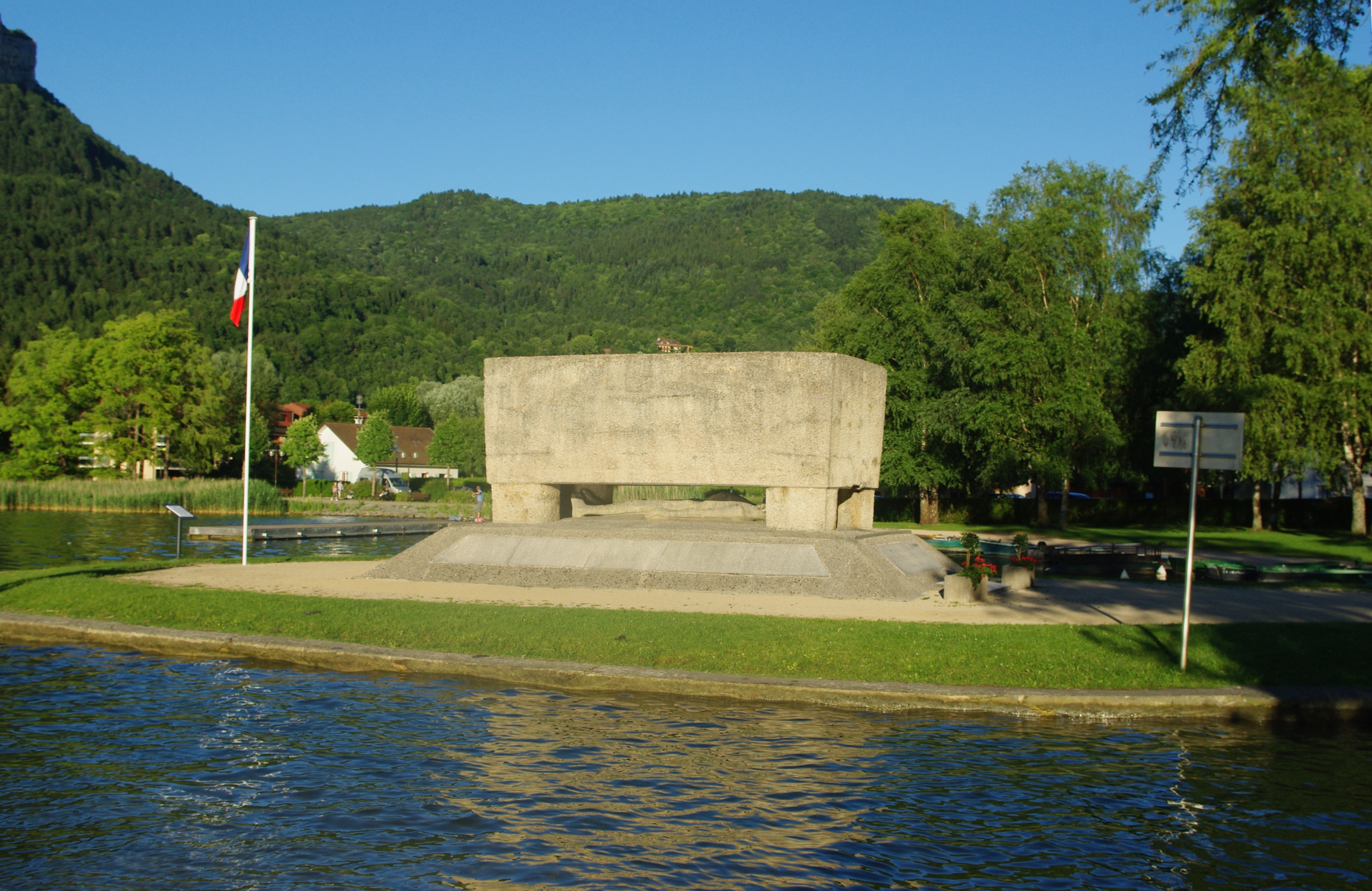
Mémorial aux déportés de l'Ain de Nantua

## Élèves
- Pierre-Pascal Aubin dit Diximus
- Roland Guillaumel